# ジョン・モスカ
ジョン・モスカ(John Mosca)は、アメリカ合衆国出身のトロンボーン・プレイヤー。
ニューヨーク州を基盤に活動するビッグバンドであるヴァンガード・ジャズ・オーケストラ(The Vanguard Jazz Orchestra)のディレクター（2人いるリーダーのうちの1人で、もう一人のリーダーはダグラス・パーヴァイアンス）。

## プロフィール
アメリカ合衆国ニューヨーク州生まれ。
ジュリアード音楽院卒業後、17歳よりラリー・エルガート・オーケストラに参加し、プロ活動を開始。ディジー・ガレスピー、ジョー・ウィリアムス、バリー・ハリス、サラ・ヴォーン、スタン・ゲッツ、ジミー・ヒース、バディ・リッチら、数々のジャズの巨匠のバンドに参加。
サド・ジョーンズ＝メル・ルイス・ジャズ・オーケストラ（後にメル・ルイス・ジャズ・オーケストラ、現：ヴァンガード・ジャズ・オーケストラ）に1975年より参加。サド、メルと最も長い時間を過ごしたメンバーとして、同オーケストラを30年以上に渡り支え続けている。同オーケストラのツアーで札幌から鹿児島までを巡った経験もある。
ウィリアム・パターソン大学、マンハッタン・スクール・オブ・ミュージックにて教育活動にも従事。